# Famille Laghi
Pour les articles homonymes, voir Laghi (homonymie).
La famille Laghi est une famille suisse originaire de Lugano, dans le canton du Tessin, dont une branche acquiert la noblesse de Venise.

## Historique
La famille est mentionnée à Lugano à partir du XIIIe siècle, ainsi qu'à Gandria et Caslano. La première forme de son nom est de Lacu.
À partir de la seconde moitié du XVe siècle, elle devient une famille importante de la cité. Certains de ses membres occupent une activité politique au niveau local et régional. 
Une branche de la famille part s'établir dans la Cité des Doges, en 1661. Elle fait fortune dans le commerce du textile. 
Au XVIIe siècle, elle paye 100 000 ducats[réf. nécessaire] pour son entrée dans le Maggior Consiglio.

## Armes
Les armes des Laghi se composent d'azur à une porte à deux battants ouverts d'argent, sur les créneaux ou l'ornement de laquelle il y a un lion d'or passant.[réf. nécessaire]

## Personnalités
La famille compte plusieurs personnalités : des médecins, des ecclésiastiques, des artistes, des savants et des chroniqueurs, dont :
- Nicolò Maria (av. 1557), médecin, auteur d'une chronique de Lugano (1466-1512).
- Alessandro Laghi (1550-1613), religieux, notamment protonotaire apostolique (1585) et délégué des cantons catholiques à Rome (1584-1586, 1606), titulaire d'une chaire à l'université de Vienne (recteur en 1587 et 1589), Chapelain de l'archiduc Ernest d'Autriche, abbé du couvent cistercien de Wilhering (Haute-Autriche) en 1587[2].
- Antonio Maria (1775-1850), auteur d'une chronique de Lugano (1797-1814).